# Ankave
L’ankave est une langue huon parlée dans la province du Golfe en Papouasie-Nouvelle-Guinée.

## Écriture
| a | b | d | e | g | i | ɨ | j | k | x | m |
| n | ŋ | o | p | r | s | t | u | w | y | ’ |